# ليو ألين
ليو ألين جونيور (بالإنجليزية: Lew Allen, Jr)‏ كان جُنديًّا في القوات الجوية الأمريكية.